# Прикладные исследования
Прикладны́е иссле́дования — научные исследования, направленные на практическое решение технических и социальных проблем.
Наука — это сфера человеческой деятельности, функцией которой является выработка и теоретическая систематизация объективных знаний о действительности. Непосредственные цели науки — описание, объяснение и предсказание процессов и явлений действительности, составляющих предмет её изучения на основе открываемых ею законов, то есть в широком смысле — теоретическое отражение действительности.
По своей направленности, по отношению к практике отдельные науки принято подразделять на фундаментальные науки (fundamental science) и прикладные науки (applied science). Задачей фундаментальных наук является познание законов, управляющих поведением и взаимодействием «базовых структур» природы, общества и мышления. Эти законы и структуры изучаются в «чистом виде», как таковые, безотносительно к их возможному использованию. Непосредственная цель прикладных наук — применение фундаментальных наук для решения не только познавательных, но и социально-практических проблем.
Деление исследований на фундаментальные и прикладные достаточно условно, так как отдельные результаты фундаментальных исследований могут иметь непосредственную практическую ценность, а в результате прикладных исследований могут быть получены научные открытия.

## Научное обеспечение хозяйственной деятельности
Научные исследования становятся обязательным процессом принятия управленческого решения. Объём и сложность такой работы определяются конкретной проблемой, но она всегда имеет когнитивную структуру, а результат основывается на применении научных методов.
Структуру онтологической модели исследования при принятии управленческих решений (decision making) можно представить следующей последовательностью: постановка задачи, построение модели, сбор и обработка исходной информации, анализ и корректировка модели, получение решения, внедрение результатов исследований. При этом следует уточнить, что границы отдельных этапов не имеют достаточно определённого характера.
Традиционные аналитические методы в исследовании организационных систем не всегда оказываются эффективными. Один из основных недостатков в данном случае — то, что эти методы не позволяют учитывать эмерджентные свойства системы, являющиеся следствием взаимодействия её элементов. Поэтому при расчленении (анализе) система теряет ряд своих основных свойств. Характерная особенность организационных систем — наличие у составляющих её подсистем своих целей, не всегда совпадающих с целью функционирования всей системы. Поэтому локальная оптимизация подсистем не гарантирует максимальной эффективности всей организационной системы: «… именно локальный подход к решению задач, характерный для энергичных руководителей цехов, управлений или отделов, который приводит к частной оптимизации соответствующих подразделений, как показано специалистами по исследованию операций, часто вреден для жизнедеятельности всего организма в целом». Люди — элементы таких систем — реагируют неоднозначно на то или иное воздействие. Этот фактор, наряду с целым рядом других, не позволяет в исследованиях организационных систем исходить только из условий причинно-следственных связей, лежащих в основе анализа физических (механических) систем. Организационные системы усложняются за счёт изменения количества и силы связей их элементов в отличие от физических систем, исходные структуры которых практически постоянны.

## Три этапа прикладных исследований
Прикладные исследования при решении производственных проблем составляют три этапа.
Первый этап исследований производственной проблемы — научная постановка задачи — содержит выявление и описание фактов, формулировку проблемы, цели и гипотезы исследований.
Постановка задачи является одним из наиболее ответственных этапов принятия решений. «Самым распространённым источником ошибок в управлении предприятием является чрезмерное внимание, которое уделяется поиску правильного ответа, вместо того, чтобы искать правильный вопрос». Точное решение, полученное при неправильной постановке задачи приводит только к появлению новых проблем. Очевидная, на первый взгляд, причина возникновения проблемы, может на самом деле быть только следствием более сложных и менее заметных процессов. По существу, постановка задачи сводится к изучению сложившейся ситуации, выявлению того, что именно и почему не устраивает менеджера и описанию ситуации, которую необходимо достигнуть. Изучение ситуации с точки зрения цели организации, выявление факторов, обусловивших её появление и существование, соизмерение разного рода затрат и результатов дают основание менеджеру отделить более важное от менее важного и сформулировать условия, определяющие допустимость решения и его качество.
Эффективность формулировки проблемы зависит от объекта исследований. В естественных и технических науках вследствие материального характера исследуемого объекта реальность фактов не вызывает трудностей с их объективным выявлением, а точность описания зависит от используемых приборов. Проблема как объект исследования операций носит идеальный характер и является противоречием между существующим и целью исследования — желаемым состоянием. При описании существующей ситуации в качестве фактов выступают внешние проявления проблемы, однако их соответствие ей далеко не так однозначно, как в случае описания фактов в естественных и технических науках. Это приводит, в частности, к тому, что затраты отождествляются с результатами, а точность применяемого математического метода — с адекватностью получаемых с его помощью решений исследуемой проблемы. Ф. Энгельс в этой связи писал: «Девственное состояние абсолютной значимости, неопровержимой доказанности всего математического навсегда ушло в прошлое, наступила эра разногласий, и мы дошли до того, что большинство людей дифференцирует и интегрирует не потому, что они понимают, что они делают, а просто потому, что верят в это, так как до сих пор результат всегда получался правильный». И уже наш современник М. Блауг, рассматривая состояние экономической науки, пишет: «Экономисты постепенно подменили свой предмет, обратив его в некую Социальную Математику, в которой аналитическая строгость, как её понимают на математических факультетах, — это всё, а эмпирическая адекватность, как её понимают на физических факультетах, — ничто».
Ещё более сложным оказывается вопрос объективного описания второй составляющей проблемы — желательной ситуации и, соответственно, следующих из неё определений цели и гипотезы исследований. Все это зависит от объективности описания существующей ситуации и лица, принимающего решение выявить цели систем, в которые входит исследуемый объект. Здесь методические ошибки могут привести к тому, что попытка решения одной проблемы приведет к появлению новых. Многие новые проблемы — уплотнение почвы тяжёлой техникой, инерционность управленческого аппарата, вследствие увеличения численности сотрудников и связей, утилизация стоков животноводческих комплексов и др. — возникали в результате деятельности человека, направленной на решение других проблем.
Анализ первого этапа научной постановки управленческого решения показывает, что если в естественных и технических науках основным источником субъективных искажений и, соответственно, снижения эффективности этого этапа является полнота описания реального факта, достигаемая в основном только за счёт используемых приборов, то в случае исследования производственных проблем добавляются вопросы адекватного восприятия объекта учеными или/и менеджерами, зависящие от применяемой ими методологии. На первом этапе исследования проблем высока вероятность формулировки ложных проблем — «проблемоидов» и псевдозадач, решение которых не будет представлять какой-либо практической ценности, а внедрение может привести к нежелательным последствиям. В этом случае эффективность управленческого решения будет нулевой или даже отрицательной.
Второй этап исследования производственной проблемы — разработка математической модели.
Объективность при этом должна обеспечиваться использованием научных принципов оценки ситуаций, а также методов и моделей принятия решений. Моделирование, особенно с использованием компьютеров, является основным теоретическим инструментом системных исследований прикладной ориентации в управлении сложными системами. Содержательная часть процесса моделирования (выбор показателей, факторов, зависимостей) включается в экономическую теорию, а техническая (под которой в 9 случаях из 10 понимается построение тех или иных статистических моделей) — в эконометрику. Таким образом, экономико-математическое моделирование оказывается, с одной стороны, разорванным, с другой — усечённым. И вопросы взаимосвязи всех этапов моделирования, корректности интерпретации результатов моделирования и, следовательно, ценности рекомендаций на основе моделей оказываются как бы висящими в воздухе.
Глубокая внутренняя связь моделирования и системного подхода (systems approach) прослеживается уже в способе полагания объекта, поскольку систему, представляющую объект, по которому принимается решение, можно рассматривать как модель последнего. Наряду с этим представление модели сложного объекта как системы оказывается во многих случаях эффективным приёмом его исследования. Системное моделирование — это форма моделирования, для которой характерно представление объекта исследования в виде системы, многомодельность, итеративность построения системной модели, интерактивность. В этой плодотворности соединения системного подхода и моделирования заключается важный фактор, способствующий их взаимодействию и взаимопроникновению.
Особо следует выделить принципиальную необходимость введения в системную модель неформализуемых элементов в соответствии с принципом внешнего дополнения Ст. Бира (Beer Stafford). Наличие последних обусловливает включение в модель субъекта, который призван осуществлять взаимодействие формализованных и неформализованных элементов системной модели. Эта особенность даёт возможность более тесно реализовать единство субъекта и объекта, ориентацию на целевые установки принимаемых решений. Именно итеративность и диалоговость системного моделирования дают возможность снять противоречия между формализованными и неформализованными элементами всей структуры моделирования, возникающими в процессе моделирования.
При моделировании, так же как и на первом этапе исследований, который можно считать построением концептуальной модели проблемы, происходит свёртка, ограничение полученной информации в форме, удобной в дальнейшем исследовании. Ограничение разнообразия необходимо для упорядочения количества информации, поступающей к объекту. Ограничение разнообразия исходной информации (здесь ею является уже концептуальная модель проблемы) при математическом моделировании происходит вследствие трёх ограничений, имманентных этому методу, — ограниченности математического языка, метода и собственно модели.
Однозначность математического языка является одновременно и «плюсом», и «минусом». Достоинство в том, что она не допускает ошибок, но это же свойство ограничивает возможность достаточно полного описания объекта. С повышением информации в модели эвристическая функция моделирования растет не прямо пропорционально количеству учтенной информации, а по экстремальному закону, то есть эффективность моделирования растет лишь до определённого предела, после которого она падает. Иными словами, использование математики гарантирует точность, но не правильность получаемого решения. В исследованиях физических объектов, информационная сложность которых вследствие определяющих их причинно-следственных связей относительно невысока, уровень потерь и искажения информации будут значительно ниже, чем при исследовании социально-экономических объектов. Ограниченность математического языка лежит в основе теории о неполноте формальных систем К. Гёделя и принципа внешнего дополнения Ст. Бира (Beer Stafford). Её уровень, естественно, во многом носит исторический, а не абсолютный характер. По мере развития математики возможности её будут расти. Однако в настоящее время многие российские и зарубежные математики, философы, экономисты, представители других научных направлений отмечают ограниченные возможности адекватного математического описания социально-экономических явлений.
Практически неограниченный диапазон применения математических методов создаёт впечатление их «всеядности», универсальности. И основным подтверждением этого чаще всего выступает взаимная аргументация этих двух характеристик, а не эффективность использования результатов моделирования на практике. Немаловажное влияние на это оказывает и то, что при описании методологических особенностей математических методов и моделей многие свойства, которыми они должны обладать, чтобы обеспечить адекватное решение, выдаются и, соответственно воспринимаются как свойства, имманентные описанным методам и моделям. Как любое специальное средство, конкретный метод накладывает свои ограничения на обрабатываемую информацию: выделяет одни аспекты, устраняет и искривляет другие, тем самым приводит к искажению описываемой с его помощью реальной ситуации в целом. Авторы ряда работ, количество которых не идет ни в какие сравнения с объёмом публикаций по разработкам теорий и методов математического моделирования, приводят различные аргументы, подтверждающие принципиальную ограниченность их использования для описания реальных процессов, происходящих в общественном производстве. В узких рамках методологии, разработанной оптимизационным подходом, невозможно совместить поиск наилучшего решения (или оптимального управления) с признанием принципиальной ограниченности отражения реальной моделью. Любая, даже самая тонкая и изощренная постановка, где указанное противоречие будет как бы разрешаться, на деле приводит к ещё более серьёзным и очевидным новым противоречиям. На это ещё «накладываются» ошибки разделения и объединения систем и подсистем при использовании методов программирования. Применение предметных концепций при выборе математического метода и модели в решении конкретной задачи приводит к тому, что, допустим, в технических науках с помощью одних и тех же формул проводится обоснование мощности осветительных устройств для квартиры и железнодорожной станции. Так же и формализация задачи оптимизации деятельности предприятия, а то и целой отрасли отличается от задачи об оптимальном раскрое заготовки в основном только количеством переменных и уравнений. Однако в этом случае следствием такого «раскроя» будет «механический» разрыв огромного количества связей, сложность и неопределённость которых ещё не всегда доступны достаточно точному описанию языком современной математики. Некорректность традиционного подхода к обоснованию структуры модели исследуемой ситуации можно показать, сравнивая задачи обоснования состава кормов и поголовья животных в хозяйстве. Если следовать традиционной методике, их можно отнести к одному классу и решать одним и тем же методом. В то же время если результат первой оказывает существенное влияние только на себестоимость продукции, то второй требует учёта социальных интересов, вопросов, связанных с охраной окружающей среды и т. д. Таким образом, во втором случае необходимо использовать метод, обладающий большим разнообразием возможностей описания, чем для первой, иначе нельзя будет построить адекватную математическую модель и получить управленческое решение, имеющее практическую ценность.
Задача, решение которой в конечном итоге обеспечивают методы оптимизации, будь то математическое программирование или регрессионный анализ, сводится к поиску, хотя и не тривиального (вследствие многообразия возможных вариантов), но в то же время и не принципиально нового результата, так как поиск происходит в диапазоне, границы которого определяются знаниями об исследуемом процессе. В случае постановки инженерных, оперативных или тактических задач для технических или простых социально-экономических объектов, позволяющих исследователю или менеджеру дать их полное формальное описание и обосновать диапазоны реальных альтернатив, достаточность и эффективность использования оптимизационных методов не вызывает сомнения. По мере роста сложности объектов исследований при решении стратегических проблем выбора направлений совершенствования технических и социально-экономических систем оптимизационные методы могут выполнять только вспомогательные функции.
Структура того или иного «типичного» вида моделей накладывает ещё более жёсткие ограничения на возможности представления необходимого уровня разнообразия в описании исследуемого объекта. Поэтому некоторые работы по математическому моделированию и рекомендуют начинать исследование с выбора вида модели, а потом уже проводить постановку задачи исследований таким образом, чтобы её легче было «вписать» в выбранную модель. Такой подход облегчает построение модели и эффективен, если целью исследований является именно построение математической модели, а не получение решения проблемы. Последующие аналогичные по своей природе искажения и потери информации вызываются ограничениями алгоритмов и программных языков, возможностями ЭВМ.
Структурно-функциональный анализ свидетельствует о том, что хотя все процедуры, связанные с построением математической модели и получением итоговых данных на ЭВМ, логически обоснованы, они не содержат никаких методологических свойств, гарантирующих адекватность этого результата и соответствующего управленческого решения реальной проблеме. Формирование критериев эффективности (оптимизации) при этом может проводиться независимо от объективных законов общественного развития, а основным критерием разработки математической модели становятся условия скорейшего построения алгоритма на основе применения «типового» алгоритма. Менеджер/исследователь может «подгонять» реальную проблему под структуру освоенного им математического метода или программного обеспечения ПЭВМ. Ориентация на обязательное построение математической модели в рамках одного метода приводит к исключению из исследования проблемы факторов, не поддающихся количественной оценке. Описание причинно-следственных связей, приводит к необоснованному применению принципов аддитивности. Результат при этом будет оптимальным только для того весьма упрощенного и искажённого образа реального объекта, который представляет собой математическая модель после нескольких «трансформаций», проведённых с помощью средств, уровень разнообразия и точность которых ещё значительно отстает от сложности социально-экономических проблем.
На третьем этапе исследования проблем после обоснования вида и структуры адекватность и, соответственно, эффективность управленческого решения, полученного с помощью математической модели, связаны с качеством исходной информации, на основании которой вычисляются, например, элементы матрицы условий задачи математического программирования или коэффициентов уравнения регрессии. Характер искажений здесь во многом зависит от метода моделирования. Для линейного программирования ошибки данного этапа уже мало связаны с исследуемым объектом и в основном возникают из-за невнимательности разработчика: неправильно взяты производительность или нормы расхода материала и т. д. Такого рода ошибки обычно обнаруживаются в работе с моделью и легко исправляются. Более сложная ситуация складывается при использовании регрессионного анализа, одинаково широко распространённого в естественных, технических и общественных науках.
Отличие этого метода по сравнению, допустим, с линейным программированием в том, что формирование коэффициентов регрессии определяется исходными данными, являющимися результатами процессов, происходящих в исследуемом объекте, рассматриваемом как «чёрный ящик», в котором механизм превращения «вход» в «выход» часто неизвестен. С увеличением количества исходной информации уровень её разнообразия приближается к тому, который имманентен реальному объекту. Таким образом можно повышать адекватность регрессионной модели, что нельзя достичь в линейном программировании. Это достоинство регрессионного анализа достаточно эффективно может быть использовано в естественных науках вследствие сравнительно малого количества факторов и возможности управления последними. В исследованиях социально-экономических явлений эффективность использования регрессионных моделей снижается, так как резко возрастает количество факторов, многие из которых неизвестны и/или неуправляемы. Все это требует не ограничиваться отдельной выборкой, а стремиться использовать данные в объёме, приближающемся к генеральной совокупности. В отличие от большинства процессов, изучаемых естественными и техническими науками, сложность тиражирования которых во многом определяется только затратами на эксперимент, проверить регрессионную модель социально-экономического объекта достаточно сложно вследствие уникальности протекающих в нём процессов, имеющих историческую природу.
В этой связи основным источником исходной информации в исследованиях социально-экономических объектов является наблюдение, «пассивный» эксперимент, исключающий повторность опытов и, соответственно, проверку адекватности регрессионной модели по статистическим критериям. Поэтому основные показатели адекватности, используемые при регрессионном анализе социально-экономических объектов, — коэффициент множественной корреляции и ошибка аппроксимации. Однако высокое значение первого и низкое второго показателя не позволяет однозначно судить о качестве регрессионной модели. Объясняется это тем, что с увеличением числа членов полинома модели, а внешне это число ограничивается только числом опытов (наблюдений), вследствие количественного роста её разнообразия, точность аппроксимации исходных данных уравнением регрессии растёт.
В. Леонтьев (Leotief Wassily), комментируя низкую результативность использования статистических методов в экономике, объясняет это тем, «что для изучения сложных количественных взаимосвязей, присущих современной экономике, косвенный, даже методологически уточнённый, статистический анализ не подходит».
Фактором, также относящимся к интерпретации результатов и снижающим эффективность применения математических методов и соответственно управленческих решений, является и излишняя идеализация полученных таким образом количественных результатов. Точные вычисления не означают правильного решения, которое определяется исходными данными и методологией их обработки. Управляющие, которым предлагают решать задачи линейного программирования, должны знать о том, что наличие даже малейшего нелинейного элемента в задаче может поставить под сомнение и даже сделать опасным её решение методом линейного программирования. К сожалению, в большинство вводных курсов, знакомящих управляющих высшего уровня с основами технических наук и экономико-математическими методами, ничего не говорится о том, как эти науки соотносятся с практическими проблемами. Это объясняется тем, что преподаватель свято верит в универсальную применимость своей методики и плохо представляет границы её применения.
Таким образом, на всех трёх рассмотренных этапах «трансформации» производственной проблемы в математическую модель отсутствуют достаточно строгие, научно обоснованные критерии оценки качества, соответствия идеальных моделей реальному объекту. В то же время традиционная ориентация направлена только на преодоление вычислительных трудностей и большой размерности моделей и не учитывает ограничения математического аппарата.
Моделирование является наиболее практичной стороной прикладных исследований, однако этот прагматизм должен быть основан на гносеологическом и онтологическом подходе в методологии процедурных знаний при решении проблем индивидуального производства. Вместе с тем, применение моделей при принятии управленческих решений должно учитывать их конгруэнтность и, соответственно, адекватность их решений реальным процессам. Эти условия определяются природой описываемых моделями процессов. В экономической науке большинство дескриптивных моделей типа «цена-спрос» описывают институциональные процессы, связанные с поведением человека, и эти модели носят исключительно концептуальный характер и не могут служить для получения количественных прогнозных оценок. Уровень возможностей статистических моделей для интерполяционных оценок внутри описываемого диапазона определяется статистическими показателями надёжности, но для прогнозных оценок уровень экстраполяции при этом не должен превышать 20-30 % от первоначального диапазона данных. Надёжность регрессионных моделей, полученных по управляемым экспериментам с несколькими повторностями[неизвестный термин], значительно возрастает. Нормативные модели, связанные с оптимизацией расхода ресурсов, условиями безубыточности, законом убывающей доходности (Law of Diminishing Returns) можно считать абсолютными, и надёжность полученных по ним оценок зависит только от ошибок в исходных данных.